# Bazilika u Otoku
Starokršćanska bazilika u selu Otoku, predstavlja zaštićeno kulturno dobro.

## Opis dobra
Ostaci starokršćanske bazilike nalaze se na lokalitetu Mirine u selu Otok smještenom uz rijeku Cetinu kod Sinja. Ovdje se ubicira sjedište biskupije Ludrum koja je osnovana na II. salonitanskom koncilu 533. godine. Otkriveni su i konzervirani su ostaci jednobrodne crkve s krstionicom i narteksom. Bazilika je složenog tlocrta s karakterističnim bočnim prostorijama. U tjemenu polukružne apside nalazila se subselija i biskupska katedra, a u jednoj od pomoćnih prostorija otkrivena je piscina križnog tlocrta. Na lokalitetu su pronađeni brojni ulomci crkvenog namještaja i druga kamena plastika osebujnog ukrasa.

## Zaštita
Pod oznakom Z-4799 zavedena je pod vrstom "nepokretna kulturna baština - pojedinačna", pravna statusa zaštićena kulturnog dobra, klasificirano kao "sakralne građevine".